# Oswald Menghin
Oswald Menghin, né le 19 avril 1888 et mort le 29 novembre 1973, est un préhistorien et professeur d'université autrichien. Il s'est forgé une réputation internationale avant la guerre, alors qu'il était professeur à l'université de Vienne. Son travail sur la race et la culture était au service du mouvement nationaliste des années 1930. Au moment de l'Anschluss, il a été ministre de l'Éducation dans le cabinet formé par Arthur Seyß-Inquart. Il a échappé à l'inculpation de criminel de guerre en 1945, puis a poursuivi sa carrière en Argentine après 1948.

## Biographie
Menghin est né à Meran, Tyrol. Il se qualifia comme professeur d'université en 1913, pour son œuvre Urgeschichte des Menschen (La Préhistoire de l'Homme). Après la mort de Moritz Hoernes, il est devenu professeur d'université à l'Institut préhistorique de l'université de Vienne de 1917 (?) à 1945. Il a aussi été de 1930 à 1933 professeur à l'université du Caire.
De 1919 à 1926 Menghin a été membre de la Société nazie secrète Deutsche Gemeinschaft (Communauté allemande), dans laquelle il fit la connaissance d'Arthur Seyß-Inquart.
En 1932, il a participé au First International Congress of Prehistoric and Protohistoric Sciences à Londres en 1932 avec Hugo Obermaier et d'autres. En 1934, il publie Geist und Blut.
Pour l'année académique 1935/36, il a été nommé recteur de l'Université de Vienne. Après de nombreuses tentatives infructueuses, il fut élu en 1936 membre régulier de l'Académie Autrichienne des Sciences. De juillet 1936 à juin 1937, il fut membre du conseil d'administration du Front national viennois (Vaterländische) de Vienne.
Le 11 mars 1938, il devint ministre de l'éducation dans le « cabinet Anschluss-Seyß-Inquart ». Pendant son mandat jusqu'à la fin du mois de mai, il y eut non seulement le décret Anschluss, mais aussi le « nettoyage » de l'Université de Vienne. Cela signifiait qu'un ratio de 2 % était fixé pour les étudiants juifs, et environ 40 % du corps enseignant étaient licenciés en raison de « l'origine juive » ou pour des « raisons politiques ». En août 1938, Menghin est retourné à l'Université de Vienne.
Dans les milieux catholiques, il fut considéré comme un traitre à partir de mars 1938, et il fut renvoyé de son groupe Cartellverband (Catholic Union-group), le Rudolfina Wien (qui, comme tous les syndicats catholiques, avait été interdit), lors d'une réunion officielle clandestine tenue le 12 novembre 1938.
Après la guerre, il a été inscrit, en tant que membre du régime Seyß-Inquart, sur la liste principale des criminels de guerre. Il n'a toutefois pas été inculpé, mais a été interné dans un camp d'internement américain où il a été interrogé. En 1948 il a émigré en Argentine, où il est devenu professeur d'université à Buenos Aires, et à partir de 1957, également à l'Université de La Plata. Les poursuites contre lui ont été abandonnées en 1956. En 1959, il devient membre correspondant de l'Académie Autrichienne des Sciences. Il meurt à l'âge de 85 ans, le 29 novembre 1973 à Buenos Aires, en Argentine.

## Œuvre
- Urgeschichte der bildenden Kunst, avec Moritz Hoernes, 1925
- Weltgeschichte der Steinzeit, 1931
- Geist und Blut. Grundsätzliche Rasse, Sprache, Kultur und Volkstum, 1933
- Vorgeschichte Amerikas, 1957

## Sources
- Otto Helmut Urbaines, Er war der Mann zwischen den Fronten. Oswald Menghin und das Urgeschichtliche Institut der Universität Wien während der Nazizeit, Archaeologia Austriaca 80, 1996, p. 1ff.
- Marcelino Fontán, Der Fall Menghin. Ein österreichischer Anschlußminister dans Argentinien (de l'espagnol Argentin de Erich Hackl), dans Zwischenwelt. Zeitschrift für Kultur des Exils et des Widerstands, Jg. 19, N ° 4 (Vienne, février 2003), p. 4-5. ISSN 1606-4321
- Marcelino Fontán, Oswald Menghin : ciencia y nazismo. El antisemitismo como imperativo moral. (Buenos Aires : Fundación Memoria del Holocausto 2005).
- Erich Hackl, Nachschrift zum Automne Menghin, dans Zwischenwelt. Zeitschrift für Kultur des Exils et des Widerstands, Jg. 19, N ° 4 (Vienne, février 2003), p. 5-6. ISSN 1606-4321
- Philip L. Kohl & J. A. Perez Gollan, La Religion, la Politique, et de la Préhistoire. La Réévaluation de l'Héritage de Oswald Menghin, Courant de L'Anthropologie 43, 2002, 561-586
- Heinz-Dietmar Schimanko, Dr. iur. Dr. phil. (Studienrichtung Geschichte), Das volksgerichtliche Verfahren gegen Oswald Menghin (La Procédure Pénale contre Oswald Menghin chez le Tribunal du Peuple), Wien, Jänner 2023 (http://www.schimanko.de/Download/Schimanko%20Das%20volksgerichtliche%20Verfahren%20gegen%20Oswald%20Menghin.pdf)